# Отношения Иракского Курдистана и Нидерландов
Отношения Иракского Курдистана и Нидерландов — двусторонние отношения между Иракским Курдистаном и Нидерландами. Хотя у Курдистана нет представительства в Нидерландах, у Нидерландов с 2012 года есть генеральное консульство в Эрбиле. Нидерланды имеют военное присутствие в Иракском Курдистане и оказывают региону гуманитарную помощь. Нидерланды также внесли свой вклад в реформы курдской экономики, выделив 250 000 евро в 2017 году. В августе 2016 года премьер-министр Нидерландов Марк Рютте посетил Иракский Курдистан и встретился с высокопоставленными курдскими чиновниками и размещёнными в регионе нидерландскими солдатами. Что касается курдской независимости, депутат парламента Нидерландов Гарри ван Боммель заявил: «Я попрошу свою партию поддержать независимый Курдистан, потому что я думаю, что независимость — лучший способ обеспечить будущее людей в этом регионе».

## История
В начале 1990-х Нидерланды приняли участие в операции «Provide Comfort» («Обеспечение комфорта»), которая обеспечила курдскую автономию в северном курдском регионе Ирака. Правительство Нидерландов внесло свой вклад в операцию под руководством американцев, предоставив армейское подразделение, состоящее из медицинской роты, инженерно-строительной роты, штаба и роты поддержки боевой службы. Для этого в регион были переброшены вертолёты Aérospatiale Alouette III Королевских ВВС Нидерландов и 13 человек личного состава. После операции правительство Нидерландов участвовало в международных усилиях по отправке гуманитарной помощи курдским беженцам, застрявшим в регионе.
В 2012 году Нидерланды открыли офис Лиаисон в регионе для укрепления связей, особенно экономических. В то время в Иракском Курдистане было зарегистрировано 32 нидерландские компании. В 2014 году было принято решение о преобразовании нидерландского представительства в генеральное консульство. В августе 2014 года правительство Нидерландов предоставило курдскому правительству гуманитарную помощь для растущего числа внутренне перемещённых лиц в результате войны с ИГИЛ и нелетальное военное снаряжение для курдских солдат (Пешмерга). В декабре того же года министр иностранных дел Нидерландов Берт Кундерс посетил Эрбиль, где он встретился с различными высокопоставленными курдскими чиновниками, включая премьер-министра Нечирвана Барзани, министра иностранных дел Фалаха Мустафу Бакира и руководителя аппарата президента Фуада Хусейна. Нидерланды также начали программу обучения в регионе, в рамках которой 100 нидерландских солдат должны были обучать курдских солдат. В мае 2015 года министр обороны Нидерландов Жанин Хеннис-Плассхарт посетила Эрбиль и встретилась с премьер-министром Нечирваном Барзани. В мае 2016 года нидерландская парламентская делегация посетила Эрбиль, чтобы проследить за вкладом Нидерландов в войну против ИГИЛ и за помощью страны Иракскому Курдистану, а в январе 2017 года министр обороны Нидерландов Жанин Хеннис-Плассхарт и министр по сотрудничеству в целях развития Лилианне Плумен посетили Иракский Курдистан.